# Ibrahima Mamadou Sy
Ibrahima Mamadou Sy (31 dicembre 1991) è un calciatore mauritano, difensore del Association Sportive et Culturelle Tevragh-Zeïna.